# Pluripotencja
Pluripotencja, pluripotencjalność – zdolność pojedynczej komórki do zróżnicowania się w dowolny typ komórek somatycznych, poza komórkami trofoblastu (które w późniejszych stadiach rozwoju tworzą łożysko). Z pluripotencjalnych komórek epiblastu wchodzących w skład zarodka na stadium blastocysty biorą początek komórki wszystkich tkanek i narządów. Zarodkowe komórki macierzyste, które uzyskuje się z komórek epiblastu, zachowują stan pluripotencji in vitro.